# Pallacanestro Vigarano
La A.S.D. Pallacanestro Vigarano è una società di pallacanestro femminile di Vigarano Mainarda (FE) che milita in Serie A2. Gioca le sue gare interne nel palasport cittadino conosciuto come PalaVigarano.

## Storia
La pallacanestro a Vigarano Mainarda nasce ufficialmente nel 2005 grazie all'apporto di giocatrici che a Ferrara vantavano partecipazioni ai massimi livelli cestistici, di giovani talenti locali con la passione per la palla a spicchi e di uno staff di tecnici e dirigenti desiderosi di vincere una scommessa: promuovere il basket sul territorio attraverso il settore giovanile e la costruzione nel tempo di una prima squadra di livello anche in una città di provincia. Fondamentale l'apporto fornito dall'amministrazione comunale e dai primi sponsor e partner che credettero nel progetto. Campo di gioco la palestra comunale in via Pier Paolo Pasolini.
Primo campionato nella stagione 2005-06 in serie C. Ed è subito promozione in B2. Momento cruciale perché si consolida il legame con le istituzioni e la comunità locale che porterà nel giro di breve tempo a creare le condizioni per ipotizzare la costruzione di un palasport all'altezza delle aspettative.
Dopo una stagione di passaggio in B2 (2006-07) è l'annata sportiva seguente quella della consacrazione con la promozione in B Eccellenza e con il consolidamento societario nel 2008. Anno cruciale perché l'11 ottobre 2008 venne inaugurato ufficialmente il PalaVigarano - sempre in via Pier Paolo Pasolini, dinanzi alla palestra precedente - una struttura moderna, accogliente e dotata di una tribuna laterale e gradinate con posti a sedere anche dietro i tabelloni, per una capienza di almeno 500 persone. Oltre mille persone hanno assistito al cerimoniale al quale parteciparono le massime autorità regionali civili e quelle militari e religiose locali. «Un'opera eseguita nell'arco di nove mesi», come hanno sottolineato le stesse autorità locali, «bisogna pensare ai giovani che sono il nostro futuro e il bene più prezioso di ogni famiglia» (Fonte: la Nuova Ferrara e Il Resto del Carlino - Ferrara, del 12 ottobre 2008). Nella stagione 2008-09 il debutto in B di Eccellenza, una fase transitoria nell'attesa del salto in A2 avvenuto nel 2010. La prima promozione in A1 è datata maggio 2012: un momento infausto coinciso con le drammatiche scosse telluriche del 20 e del 29 maggio: non c'erano i presupposti per l'iscrizione al massimo campionato. La società riparte dall'A3 (2012-2013), ricominciando la scalata portata a compimento nel 2014. Stavolta il sogno è realtà, ad un passo dal decennale della costituzione del movimento cestistico locale. Lo è anche per l'amministrazione locale, per un'entità territoriale che conta circa 7.500 abitanti che rappresenta parte integrante anche dell'Unione dei Comuni dell'Alto Ferrarese comprendente Bondeno, Cento, Mirabello, Poggio Renatico, Sant'Agostino e, naturalmente, Vigarano Mainarda.
La Pallacanestro Vigarano ha disputato tre campionati di Serie A2 e ha vinto due Coppe Italia di terza serie, di B d'Eccellenza nel 2010 e di A3 nel 2013. Nel 2012-2013 è stata promossa in A2. Dopo solo un anno di A2, ottiene un'altra promozione conquistando la massima serie.

## Cronistoria
| Cronistoria della Pallacanestro Vigarano. |
| --- |
| - 2005 · Costituzione del gruppo fondatore. La pallacanestro a Vigarano Mainarda nasce dall'unione dei talenti di giocatrici dal glorioso passato, da alcuni giovani locali con la passione per il basket e da uno staff di tecnici e dirigenti con il dichiarato obiettivo di costruire un movimento cestistico sul territorio attraverso la promozione di una prima squadra di buon livello. - 2005-06 · Campionato di serie C regionale. Promozione in serie B2. - 2006-07 · Campionato di serie B2. - 2007-08 · Campionato di serie B2. Promozione in serie B1. - 2008 · fondazione della Pallacanestro Vigarano. - 2008-09 · Vassalli, 1ª nel Girone B1 di Serie B d'Eccellenza, 3ª nella Poule Promozione B, eliminata in semifinale di play-off. - 2009-10 · Vassalli, 1ª nel Girone B1 di Serie B d'Eccellenza, 1ª nella Poule Promozione B, vince i play-off, promossa in Serie A2. Vincitrice della Coppa Italia di Serie B d'Eccellenza. - 2010-11 · Vassalli 2G, 9ª nel Girone Nord di Serie A2. - 2011-12 · Vassalli 2G, 1ª nel Girone Nord di Serie A2, vince i play-off, promossa in Serie A1, rinuncia e viene ammessa in Serie A3. - 2012-13 · Vassalli 2G, 1ª nel Girone B di Serie A3, promossa in Serie A2. Vincitrice della Coppa Italia di Serie A3. - 2013-14 · Vassalli 2G, 1ª nella Conference Centro della Serie A2, 2ª nella Poule Promozione B, vince i play-off, promossa in Serie A1. - 2014-15 · 11ª in Serie A1. - 2015-16 · Meccanica Nova, 11ª in Serie A1, primo turno dei play-off. - 2016-17 · Meccanica Nova, 8ª in Serie A1, quarti di finale dei play-off. - 2017-18 · Meccanica Nova, 9ª in Serie A1, perde i play-out, vince lo spareggio per la permanenza in serie A1. - 2018-19 · Meccanica Nova, 8ª in Serie A1, quarti di finale dei play-off. - 2019-20 · in Serie A1 (campionato interrotto) - 2020-21 · Dondi Multistore, 14ª in Serie A1, retrocessa in Serie A2. Quarti di finale di Supercoppa italiana. - 2021-22 · 5ª nel girone Sud di Serie A2, semifinali dei play-off. - 2022-2023 · 12ª nel Girone Sud di Serie A2, salva ai play-out. - 2023-2024 · 13ª nel Girone B di Serie A2, salva ai play-out. |

## Allenatori
- 2005-2015  Raffaele Ravagni[5]
- 2015-2016  Marco Savini
- 2016-2017  Massimo Solaroli (fino a dic. 2016)
 Luca Andreoli (da dic. 2016)
- 2017-2019  Luca Andreoli
- 2019-2020  Marco Castaldi
- 2020-2021  Andrea Castelli
- 2021-  Massimo Borghi

## Palmarès
- Campionato italiano di Serie A2: 2
2011-12 (rinuncia alla serie A1 causa sisma, riparte dalla A3); 2013-14
- Coppa Italia di Serie A3: 1
2013
- Coppa Italia di Serie B di Eccellenza: 1
2010

## Statistiche e record

### Partecipazione ai campionati
| Livello | Categoria            | Partecipazioni | Debutto   | Ultima stagione | Totale |
| ------- | -------------------- | -------------- | --------- | --------------- | ------ |
| 1º      | Serie A1             | 7              | 2014-2015 | 2020-2021       | 7      |
| 2º      | Serie A2             | 4              | 2010-2011 | 2021-2022       | 4      |
| 3º      | Serie B d'Eccellenza | 2              | 2008-2009 | 2009-2010       | 3      |
| 3º      | Serie A3             | 1              | 2012-2013 | 2012-2013       | 3      |

La Pallacanestro Vigarano ha disputato complessivamente 14 stagioni sportive a livello nazionale.